# Jadwiga Smosarska
Jadwiga Smosarska (sinh ngày 23 tháng 9 năm 1898 - mất ngày 1 tháng 11 năm 1971) là một diễn viên điện ảnh người Ba Lan. Trong các năm 1919-1937, bà tham gia diễn xuất trong hơn 25 bộ phim và nhiều tác phẩm sân khấu khác.

## Tiểu sử
Trong thập niên 1920, Jadwiga Smosarska trở nên nổi tiếng tại Ba Lan. Bà là một trong những ngôi sao hàng đầu của Xưởng phim Sfinks sau khi Pola Negri rời Ba Lan đến Đức.
Năm 1939, ban đầu Jadwiga Smosarska chuyển đến Litva, sau đó đến Hoa Kỳ. Dù Jadwiga Smosarska rất cố gắng tạo dựng sự nghiệp ở Hollywood nhưng giọng nói khiến bà không thành công vì đặt ra một thách thức lớn với các nhà làm phim tại đây. Năm 1954, được tài trợ bởi hãng Toronto's Advance Film Service, Jadwiga Smosarska đã đến nhiều vùng của Canada để quyên góp tiền phục vụ các dự án phúc lợi nhằm hỗ trợ người nhập cư từ Ba Lan, cụ thể bà đã đến: Toronto, London, Hamilton, Ottawa, Montreal, Oshawa, Wellington và Brantford. Năm 1970, Jadwiga Smosarska rời Hoa Kỳ trở về sinh sống ở Ba Lan.

## Thành tích nghệ thuật
- The Unspeakable (1924)
- Trędowata (1926)
- Exile to Siberia (1930)
- Księżna Łowicka (1932)
- Prokurator Alicja Horn (1933)
- Barbara Radziwiłłówna (1936)
- Jadzia (1936)
- Ułan Księcia Józefa (1937)